# Slingermuur

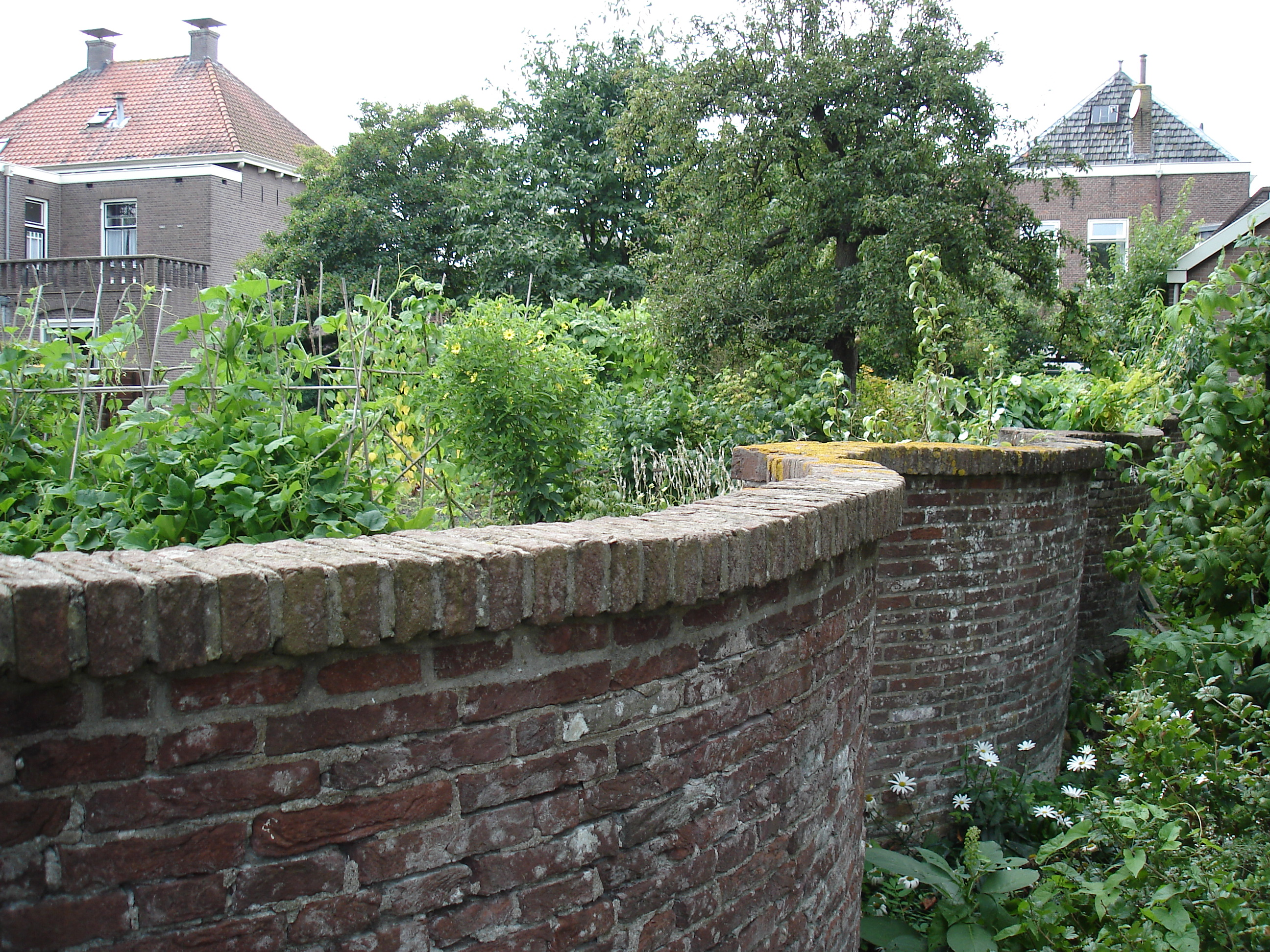
De slingermuur in Linschoten

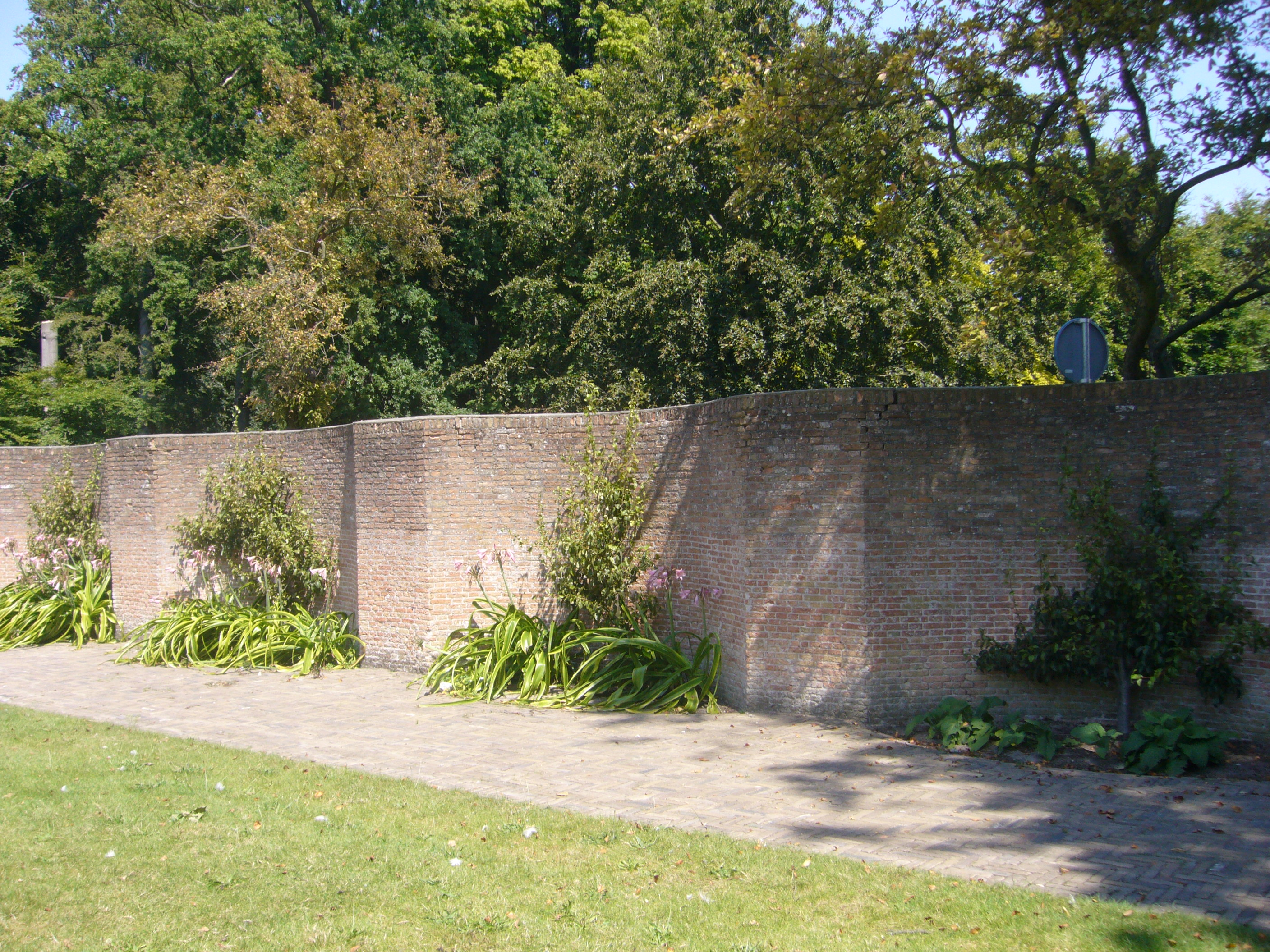
Slingermuur op Clingendael

Een slingermuur is een van de vormen die een fruitmuur kan aannemen. Andere vormen zijn slangenmuur, retranchementmuur, meandermuur en zigzagmuur. Slingermuren worden soms slangenmuren genoemd, maar sommigen maken onderscheid tussen een slangenmuur en een slingermuur op basis van de vorm.
Fruitmuren werden gebruikt om fruitbomen beschutting te geven. De bomen werden aan de zuidkant in de rondingen geplaatst en werden zodoende beschermd tegen de wind. Ook zorgde de weerkaatsing van de zon ervoor dat de bomen beter konden gedijen.
Een bekende slingermuur staat in Linschoten. De Linschotense muur heeft niet rondingen naar twee kanten zodat hij als het ware kronkelt, maar heeft pijlers waar geronde muren tussen zijn gemetseld. De slingermuur in Linschoten is bijzonder omdat deze zich binnen de bebouwde kom bevindt.
Een andere bekende slingermuur bevindt zich op het landgoed Clingendael bij Den Haag. Hij werd gebouwd in 1730.